# Heineken
Heineken Brouwerijen er en stor, hollandsk bryggerikoncern der blev grundlagt i 1863 af Gerard Adriaan Heineken i Amsterdam.
Med en årlig ølproduktion på 121,8 mio. hl er Heineken verdens tredjestørste bryggeri, og virksomhedens øl brygges på dens over 130 bryggerier i mere end 65 lande. Blandt koncernens mere end 170 ølmærker er Cruzcampo, Tiger, Birra Moretti, Amstel, Murphy’s, Star og selvfølgelig Heineken der er Europas største ølmærke.

## Historie

### Grundlæggelse
Heineken blev grundlagt i 1863 da den 22-årige Gerard Adriaan Heineken købte bryggeriet 'De Hooiberg' (Høstakken) i Amsterdam. I 1873 skiftede bryggeriet navn til 'Heineken's Bierbrouwerij Maatschappij', og i 1874 åbnede de et andet bryggeri i Rotterdam. I 1886 udviklede Dr. H. Elion, en af den franske kemiker Louis Pasteurs elever, 'Heineken A-gæren' på Heineken-laboratoriet. Denne gær er angiveligt stadig en nøgleingrediens i Heineken-øllen. I 1887 skiftede Heineken over til at bruge undergær.

### Fremtidige generationer
Grundlæggerens søn, Henry Pierre Heineken, ledede virksomheden fra 1917 til 1940 og blev i firmaet indtil 1951. I hans periode udviklede Heineken teknikker til at fastholde en ensartet ølkvalitet ved storskalaproduktion.
Henry Pierres søn, Alfred Henry "Freddy" Heineken, startede i firmaet i 1940, og i 1971 blev han udnævnt til formand for direktionen. Han var en stor drivkraft bag Heinekens fortsatte globale ekspansion, og trods sin udtrædelse af direktionen i 1989 forblev han i firmaet til sin død i 2002. Det var også Alfred Henry Heineken der tegnede Heinekens karakteristiske grønne flaske og logo. Det fortælles dog at logoets røde stjerne i en periode blev fjernet for at undgå associationer til kommunismen.
I 1968 fusionerede Heineken med sin største konkurrent, hollandske Amstel. I 1980 blev Amstel-bryggeriet lukket, og i 1988 kom turen til Heineken-bryggeriet i Amsterdam hvor der nu er indrettet et virksomhedsmuseum.

## Salg i Danmark
Heineken har i en årrække været meget svagt repræsenteret i Danmark, men i 2002 indgik virksomheden en salgsaftale med danske Royal Unibrew. EU-kommissionen havde Heineken og Carlsberg mistænkt for ulovligt at have aftalt at undgå hinandens hjemmemarkeder, men droppede dog sagen.
- Heineken mini keg, Som kan købes i supermarkeder.

## Eksterne links
- Heineken International – officiel website

1. ↑  Navnet er anført på engelsk og stammer fra Wikidata hvor navnet endnu ikke findes på dansk.